# MJ (cantante surcoreano)
Kim Myung-jun (en hangul: 김명준; Suwon, Gyeonggi, 5 de marzo de 1994), más conocido por su nombre artístico MJ (en hangul, 엠제이), es un cantante surcoreano administrado bajo el sello de Fantagio. Debutó como miembro del grupo masculino surcoreano Astro en 2016. En agosto de 2020, debutó como uno de los cinco miembros de un grupo de idol trot llamado Super Five a través del programa de reality trot de MBC Favorite Entertainment. MJ también tuvo su debut como actor musical en 2020 como Jamie en el musical Everybody's Talking About Jamie.
Debutó como solista con su sencillo álbum de género trot Happy Virus el 3 de noviembre de 2021, el cual contiene dos canciones Get Set Yo y Valet Parking.
Es el único Idol en ganar en el programa de premiaciones The Trot Show gracias a su canción Get Set Yo.

## Vida y carrera

### 2012–2015: Predebut
MJ participó en la audición de  JYP Entertainment X HUM de 2012 y ganó una beca de un año de la Seoul Arts College. Participó en iTeen de Fantagio, un programa de desarrollo de talentos para novatos administrado bajo la etiqueta de Fantagio. Él y otros miembros de Astro eran conocidos como iTeen Boys. MJ, junto con los otros miembros de Astro, protagonizaron un web drama llamado "To be Continued" que presentaba a los miembros como ellos mismos.

### 2016–Presente: Debut con Astro y actividades en solitario
MJ debutó oficialmente como miembro de Astro el 23 de febrero de 2016.
Durante el segundo concierto "Starlight" de Astro en ASTROAD To Seoul, que se llevó a cabo del 22 al 23 de diciembre de 2018, MJ presentó su etapa de trote en solitario "Cheok Cheok". Se incluyó en el DVD del concierto que se lanzó en junio de 2019.
En febrero de 2019, MJ cantó su primer OST titulado "You're My Everything" para el drama coreano, My Only One.
También en febrero de 2019, MJ junto con Jin Ju, Hyomin, Heo Kyung-hwan, Kang Tae-oh viajaron a Nha Trang para el programa de viajes coreano "Have To Go to Know".
En marzo de 2019, MJ y Jinjin participaron en el proyecto de programa de viajes / variedades de Celuv TV - Go Together, Travel Alone. El programa fue filmado en Saipa e incluye a Tony Ahn, Han Seung-yeon, Jin Jin and Kim So-hye. Posteriormente fue lanzado en formato DVD.
En junio de 2019, fue coanfitrión de la temporada 2 de Insane Quiz Show, también abreviado como "이세 퀴" e "IQS S2", con BtoB's Illhoon y Loona's Chuu.
En julio de 2019, se confirmó que MJ y Yoon San-ha eran los conductores del programa de entrevistas de variedades de tVn D, Blanket Kick at Night.
En agosto de 2019, MJ apareció en King of Masked Singer como Driver Kim.
En agosto de 2021, MJ junto con los integrantes de ASTRO lanzaron su 8.º miniálbum titulado Switch On, en el cual destaca una de las canciones: "Sunset Sky", compuesta por él.
En noviembre de 2021 MJ lanza su álbum en solitario titulado Happy Virus, cuya canción principal es Get Set Yo.

### 2020–Presente: debut musical y Super Five
En abril de 2020, MJ cantó otra banda sonora para el drama coreano, Eccentric! Chef Moon titulado "Dulce primavera".
En ese mismo mes de abril de 2020, se confirmó que MJ, junto con Jo Kwon de 2AM, Ren de NU'EST y Shin Joo Hyup fueron elegidos para la versión coreana del musical Everybody's Talking About Jamie. Este es originalmente un musical británico basado en la historia real de un adolescente llamado Jamie, que aspira a convertirse en drag queen. El musical estaba programado del 4 de julio al 11 de septiembre en LG Arts Center en Gangnam. El 11 de septiembre de 2020, MJ terminó con éxito su último espectáculo para el musical como Jamie.
En julio de 2020, MJ fue elegido para el programa de entretenimiento favorito de MBC. Fue seleccionado como uno de los cinco miembros del grupo idol trot formado por Jang Yoon Jung y encargado de visual del grupo. El grupo de chicos del proyecto debutó en Music Core de MBC el 22 de agosto de 2020 bajo el nombre de Super Five (다섯 장). MJ promocionó con Super Five usando su nombre real Kim Myung Jun. El grupo está formado por Lee Hoe-taek de Pentagon, Chu Hyeok-jin de A.cian, Park Hyeong-seok y Ok Jin-wook. El grupo debutó con las canciones "Hello" y "All Eyes on You". En 2021 se convirtió en el único MC de la segunda temporada de Fact In Star.
El 9 de mayo de 2022 inició su servicio militar obligatorio, recibió entrenamiento militar por cinco semanas y posteriormente ingresó a la banda militar. 
Fue dado de alta el 8 de noviembre de 2023 después de 18 meses de servicio activo. Renovó su contrato con Fantagio, continuando sus actividades con Astro.

## Discografía
| Título                                          | Año  | Ventas                                                           | Álbum/Notas     |                                        |      |  |                              |
| ----------------------------------------------- | ---- | ---------------------------------------------------------------- | --------------- | -------------------------------------- | ---- |  | ---------------------------- |
| Título                                          | Año  | Ventas                                                           | Álbum/Notas     | "척척 (척척하지 마세요) (Don't Do It)" | 2018 |  | The 2nd ASTROAD to Seoul DVD |
| "계세요 (Get Set Yo)"                           | 2021 |                                                                  | Happy virus     |                                        |      |  |                              |
| Colaboraciones                                  |      |                                                                  |                 |                                        |      |  |                              |
| "오늘처럼 (Like Today)" (ft. Lucy of Weki Meki) | 2018 |                                                                  | FM2018_08Hz     |                                        |      |  |                              |
| "Twist King" with Shin Joo-hyup & Jo Kwon       | 2020 | Immortal Songs: Singing the Legend (Kim Jong-guk x Turbo Part 1) |                 |                                        |      |  |                              |
| Bandas sonoras                                  |      |                                                                  |                 |                                        |      |  |                              |
| "내 삶의 전부 (All of My Life)"                 | 2019 |                                                                  | My Only One OST |                                        |      |  |                              |
| "봄날애(愛) (Sweet Spring)"                     | 2020 | Eccentric! Chef Moon OST                                         |                 |                                        |      |  |                              |

### Como Kim Myung-jun of Super Five
| Título                       | Año  |                      |      |
| ---------------------------- | ---- | -------------------- | ---- |
| Título                       | Año  | "Hello" (잘 될 거야) | 2020 |
| "All Eyes on You" (시선고정) | 2020 |                      |      |
| "Tear Rain" (눈물비)         | 2020 |                      |      |

## Filmografía

### Series web
| Año  | Título                  | Rol                   | Notas                 |
| ---- | ----------------------- | --------------------- | --------------------- |
| 2015 | To be Continued         | MJ                    | MBC Every1            |
| 2016 | My Romantic Some Recipe | Invitado (Episodio 6) | Naver TVCast          |
| 2017 | Sweet Revenge           | MJ                    | Oksusu                |
| 2019 | Soul Plate              | Angel Raoniel         | Naver TVCast, YouTube |
| 2021 | Find me if you can      | Seol Yoo Hwan         | Inssaoppa youtube     |

### Shows de variedades
| Año  | Título                    | Rol                          | Notas       |
| ---- | ------------------------- | ---------------------------- | ----------- |
| 2019 | Gotta Go to Know          | Principal                    | SBS of FunE |
| 2019 | Go Together Travel Alone  | Principal                    | TV Chosun   |
| 2019 | Insane Quiz Show Season 2 | Principal                    | vLive       |
| 2019 | Blanket Kick at Night     | MC                           | tVn D       |
| 2019 | King of Masked Singer     | Consursante(Ep. 213-214)     | MBC         |
| 2020 | Favorite Entertainment    | Miembro regular (Super Five) | MBC         |

### Musical
| Año  | Título                          | Periodo                               | Rol    | Compañía      |
| ---- | ------------------------------- | ------------------------------------- | ------ | ------------- |
| 2020 | Everybody's Talking About Jamie | 4 de julio – 12 de septiembre de 2020 | Jamie  | LG Art Center |
| 2021 | Jack the Ripper                 | 10 de diciembre - enero de 2020       | Daniel |               |